# Sapintus arizonicus
Sapintus arizonicus är en skalbaggsart som beskrevs av Werner 1962. Sapintus arizonicus ingår i släktet Sapintus och familjen kvickbaggar. Inga underarter finns listade i Catalogue of Life.